# Międzylesie (nádraží)
Międzylesie je železniční stanice ve stejnojmenném městě (český název Mezilesí), které se nachází na řece Kladská Nisa v Dolnoslezském vojvodství, Polsku, nedaleko od státní hranice s Českem.

## Obecný přehled

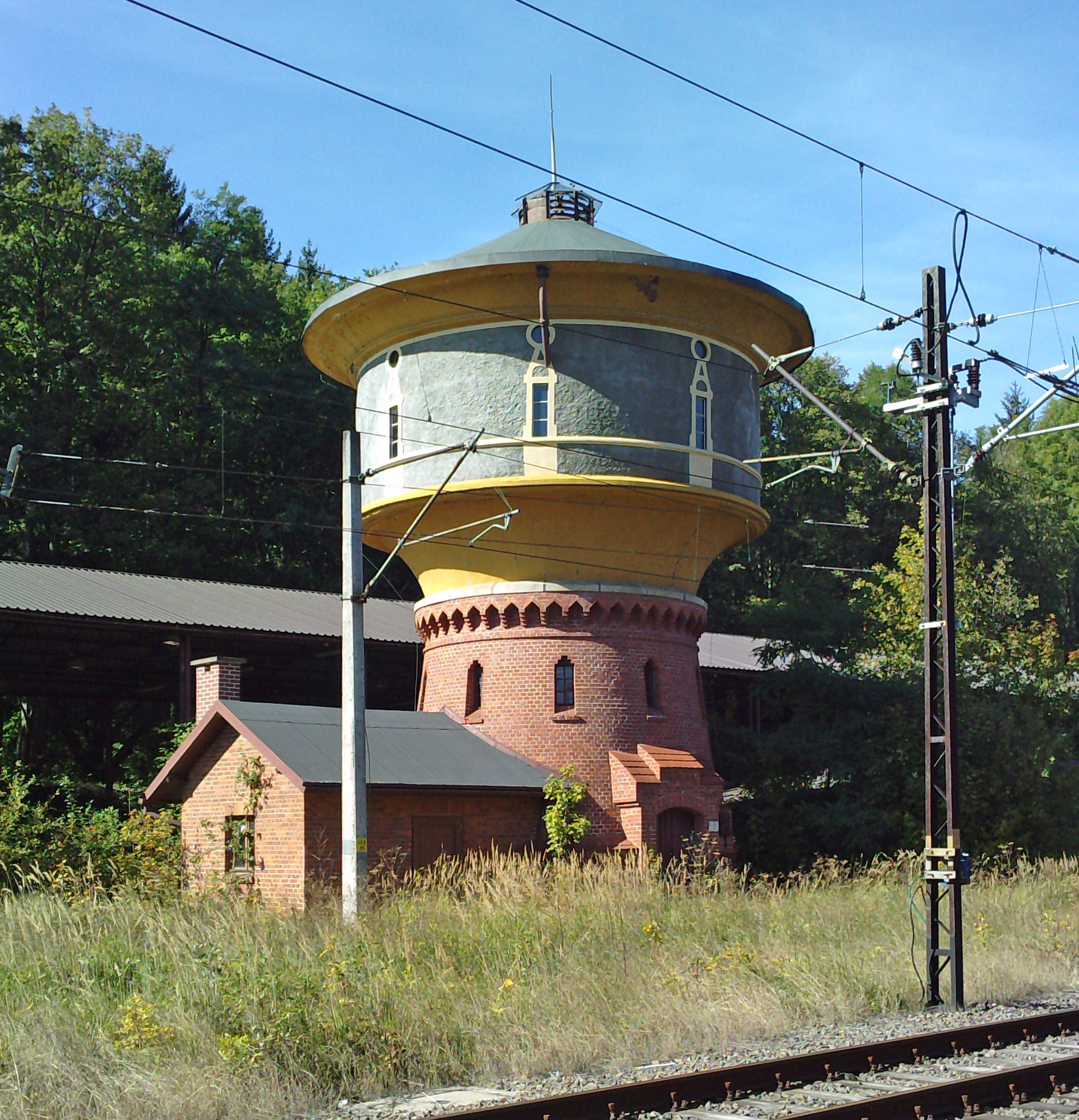
Vodárenská věž na stanici (1908)

Železniční stanice Międzylesie byla otevřena roku 1875, pod tehdejším názvem Mittelwalde. Dnešní název Międzylesie získala železniční stanice pravděpodobně v roce 1945.
Mezi významné rysy této stanice patří především železniční trať 024, která vede z Ústí nad Orlicí do Štítů s odbočkou v Lichkově do Międzylesie. Právě tato trať zajišťuje významné spojení do Kladska (Kłodzko Główne), Vratislavi (Wrocław Główny) a to právě přes Międzylesie.
Železniční stanice má 1 ostrovní nástupiště s průjezdnými kolejemi (2 nástupištní hrany) a jedno jednostranné nástupiště u výpravní budovy. Jednotlivá nástupiště jsou propojena nadchody.

## Železniční tratě
Železniční stanicí Międzylesie prochází železniční tratě:
- Wrocław Główny - Lichkov
- Ústí nad Orlicí – Międzylesie

## Železniční doprava
Železniční stanici Międzylesie obsluhují dálkové vnitrostátní, mezinárodní, regionální spoje směřující kupříkladu do měst:
- Praha – (Praha hlavní nádraží)
- Pardubice – (Pardubice hlavní nádraží)
- Ústí nad Orlicí
- Choceň
- Týniště nad Orlicí
- Hradec Králové
- Klodzko – (Kłodzko Główne)
- Vratislav – (Wrocław Główny)
- Iława – (Iława Główna)
- Varšava – (Warszawa Zachodnia, Warszawa Centralna, Warszawa Wschodnia)
- Krakov – (Kraków Główny Osobowy)
- Poznaň – (Poznań Główny)
- Gdaňsk – (Gdańsk Główny)
- Gdyně – (Gdynia Główna)
- Štětín – (Szczecin Główny)
- Lublin – (Lublin (nádraží))
- Białystok – (Białystok (nádraží))